# Václav Karabáček
Václav Karabáček (* 2. května 1996, Praha, Česko) je český hokejový útočník a juniorský reprezentant, od ledna 2025 je součástí týmu HC Slavia Praha.
S hokejem začínal v Letňanech, od roku 2013 působil pět let v zámoří, kde jej v roce 2014 na 49. místě draftovalo Buffalo. Hrál v kanadské juniorské soutěži QMJHL za Gatineau Olympiques, Baie-Comeau Drakkar a Moncton Wildcats a v nižších profesionálních ligách AHL za Rochester Americans a ECHL za Elmira Jackals a Cincinnati Cyclones. Za Buffalo odehrál pouze přípravné zápasy.
Od juniorských let byl také součástí národního týmu. V roce 2013 odehrál memoriál Ivana Hlinky, kde jeho tým získal bronzové medaile. V roce 2014 získal Karabáček s týmem U18 stříbrné medaile na mistrovství světa ve Finsku. V srpnu 2018 absolvoval reprezentační kemp v Přerově. Od roku 2019 působil v HC Motor České Budějovice, v sezoně 2022/2023 z Budějovic odešel na hostování do HC Dukla Jihlava. Po sezoně odešel do švédského druholigového týmu Västerviks IK, který se v lize neudržel, a v červnu 2024 přestoupil do prvoligového Prostějova.V lednu 2025 přestoupil do klubu HC Slavia Praha.